# Dremomys gularis
Dremomys gularis — гризун родини Sciuridae. Цей вид гризунів поширений у деяких частинах Південно-Східної Азії, в районах долини Червоної річки на півночі В'єтнаму та південно-центральної частини Юньнані в Китаї. Є мало інформації про екологію цього виду.

## Характеристики
Довжина голови й тулуба становить приблизно від 18,7 до 23 сантиметрів. Хвіст сягає довжини від 14,5 до 18 сантиметрів. Задня лапа має довжину від 42 до 50 міліметрів, а довжина вуха — від 23 до 26 міліметрів. Зверху тварини рівномірно сіро-коричневі з оливковими та червонуватими відтінками, а також мають яскраве охристо-червонувато-коричневе забарвлення на горлі, підборідді та шиї, яке чітко та різко контрастує з темно-сіро-блакитним кольором живота. Бічна пляма, типова для виду, відсутня, нечітка або зведена до однієї лінії. Нижня сторона хвоста червона.